# موتورهای سری ام سایپا
موتورهای سری M سایپا یک خانواده از موتورهای درون‌سوز است که از سال ۱۳۸۹ تاکنون توسط سایپا در انواع مدل‌های مختلف تولید می‌شود. این سری از موتورها، ۴ زمانه و ۴ سیلندر هستند و در مدل‌های مختلف به دو صورت ۸ سوپاپه و ۱۶ سوپاپه می‌باشند. آرایش سیلندرهای این موتورها خطی می‌باشد.

## M13

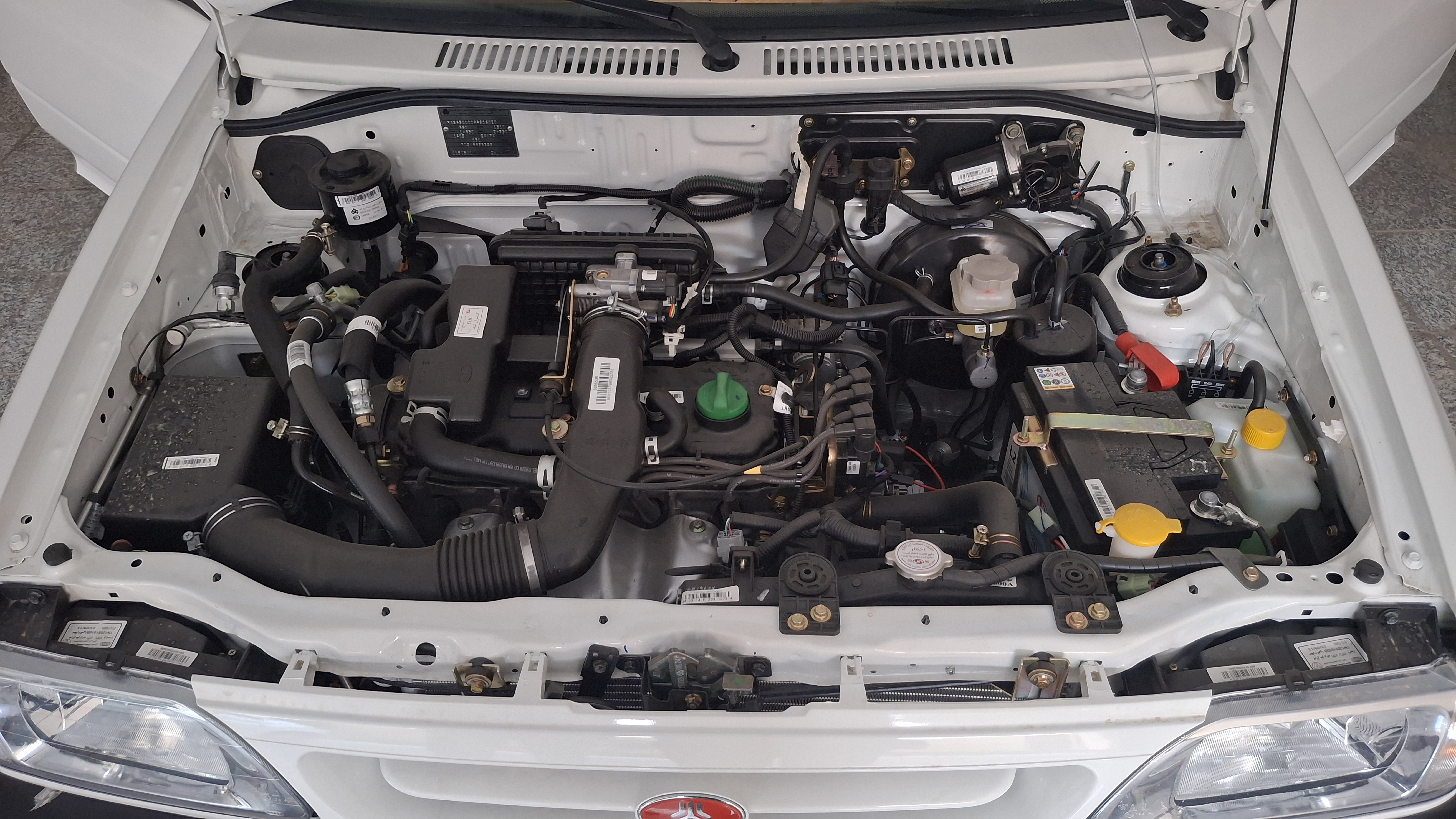
موتور M13 نصب شده روی خودروی پراید

این موتور پس از اجباری شدن استاندارد آلایندگی یورو ۴ برای خودروهای ایرانی بر روی خودروی پراید قرار گرفت. تولید این موتور از سال ۱۳۹۱ آغاز شد. تعداد سیلندرهای این موتور ۴ و به صورت خطی است. این موتور توانایی تولید ۷۱ اسب بخار و ۱۱۴ نیوتن متر گشتاور را داراست.
| پیشرانه               | M13                     |
| --------------------- | ----------------------- |
| آغاز تولید            | ۱۳۹۱                    |
| پایان تولید           | در حال استفاده          |
| حجم موتور             | ۱۳۲۳                    |
| تعداد سیلندر          | ۴ سیلندر                |
| تعداد سوپاپ           | ۸ سوپاپ                 |
| نوع سوخت              | بنزین و گاز طبیعی فشرده |
| نوع تنفس              | تنفس طبیعی              |
| استاندارد آلایندگی    | یورو ۵                  |
| ترتیب احتراق          | ۱-۳-۴-۲                 |
| حجم جابجایی           | ۱۳۲۳ سی سی              |
| نسبت تراکم            | ۱۰٫۵                    |
| حداکثر گشتاور         | ۲۸۰۰@۱۱۴ نیوتون متر     |
| حداکثر قدرت           | ۵۵۰۰@۷۱ اسب بخار        |
| حداکثر دور پیشرانه    | ۶۰۰۰ دور در دقیقه       |
| طول، عرض، ارتفاع      | ۶۱۰×۵۰۰×۶۶۵             |
| وزن موتور             | ۱۰۷ کیلوگرم             |
| مصرف سوخت ترکیبی      | ۶٫۷ لیتر در صد کیلومتر  |
| خودروهای مورد استفاده | پراید و پی کی           |

## M15

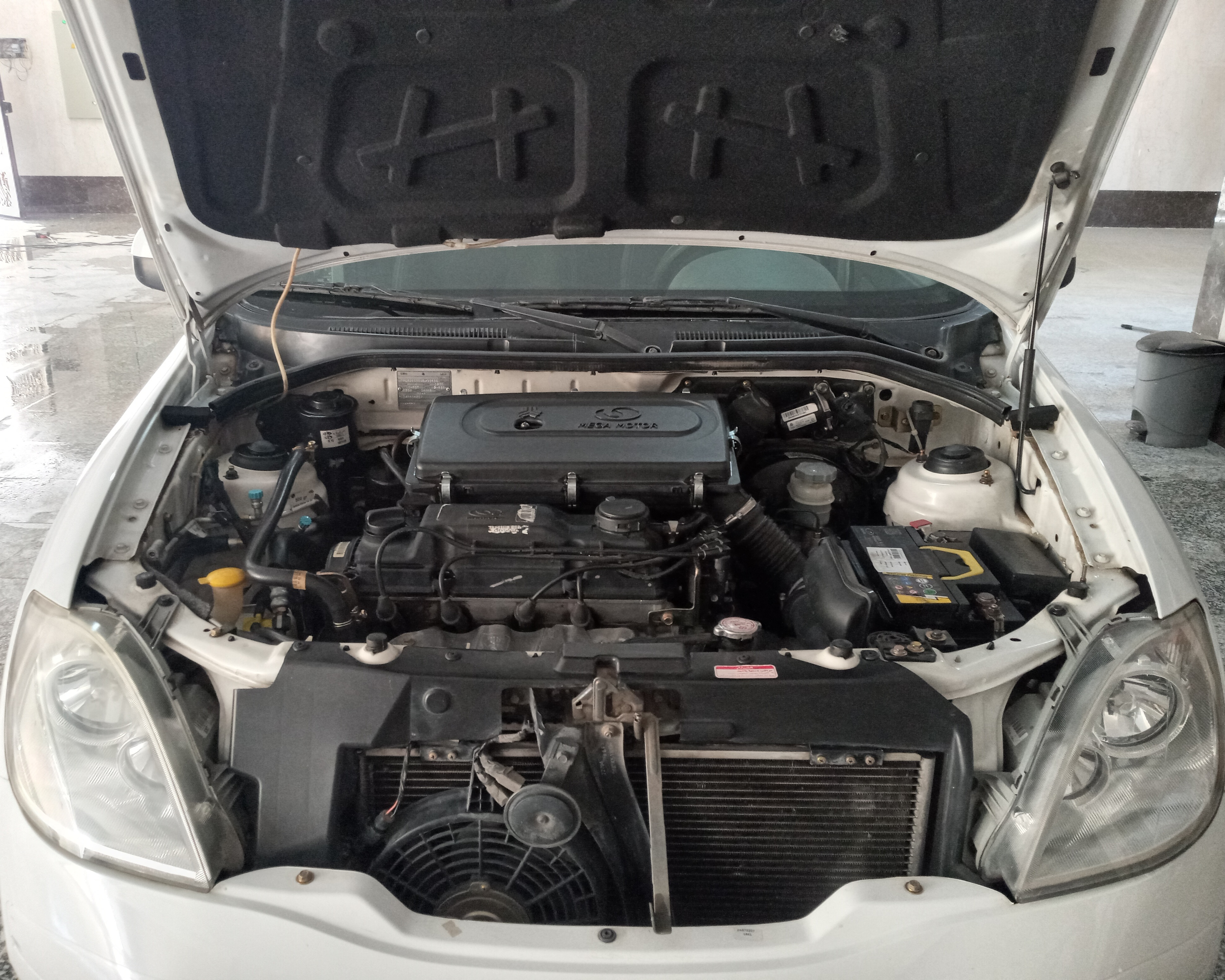
موتور M15 نصب شده روی خودروی تیبا

این نسخه دارای ۱.۵ لیتر حجم می‌باشد و ساختاری مشابه M13 دارد. 
| پیشرانه               | M15                        |
| --------------------- | -------------------------- |
| آغاز تولید            | ۱۳۸۹                       |
| پایان تولید           | ۱۴۰۲                       |
| تعداد سیلندر          | ۴ سیلندر                   |
| تعداد سوپاپ           | ۸ سوپاپ                    |
| نوع سوخت              | بنزین و گاز طبیعی فشرده    |
| نوع تنفس              | تنفس طبیعی                 |
| استاندارد آلایندگی    | یورو ۵                     |
| ترتیب احتراق          | ۱-۳-۴-۲                    |
| حجم موتور             | ۱۵۰۳ سی سی                 |
| نسبت تراکم            | ۹٫۷                        |
| حداکثر گشتاور         | ۱۲۸/۴۰۰۰ نیوتون متر        |
| حداکثر قدرت           | ۸۷/۵۴۰۰ اسب بخار           |
| حداکثر دور پیشرانه    | ۵۵۰۰ دور در دقیقه          |
| طول، عرض، ارتفاع      | ۶۱۰×۵۰۰×۶۶۵                |
| وزن موتور             | ۱۱۴ کیلوگرم                |
| مصرف سوخت ترکیبی      | ۶٫۹۵ لیتر در صد کیلومتر    |
| خودروهای مورد استفاده | تیبا، تیبا ۲، ساینا، کوییک |

## M15 TC
این موتور نسخهٔ توربو M15 است که برروی خودرو شاهین قرار می‌گیرد.
| پیشرانه               | M15 TC               |
| --------------------- | -------------------- |
| آغاز تولید            | ۱۳۹۹                 |
| پایان تولید           | در حال استفاده       |
| تعداد سیلندر          | ۴ سیلندر             |
| تعداد سوپاپ           | ۸ سوپاپ              |
| نوع سوخت              | بنزین                |
| نوع تنفس              | پرخوران              |
| استاندارد آلایندگی    | یورو ۵               |
| ترتیب احتراق          | ۱-۳-۴-۲              |
| حجم جابجایی           | ۱۵۰۳ سی سی           |
| نسبت تراکم            | ۹٫۷                  |
| حداکثر گشتاور         | ۱۷۸/۴۵۰۰ نیوتون متر  |
| حداکثر قدرت           | ۱۱۰/۵۴۰۰ اسب بخار    |
| حداکثر دور پیشرانه    | ۵۵۰۰ آر پی ام        |
| طول، عرض، ارتفاع      | ۶۱۰×۵۰۰×۶۶۵          |
| وزن موتور             | ۱۱۴ کیلوگرم          |
| مصرف سوخت ترکیبی      | ۷ لیتر در صد کیلومتر |
| خودروهای مورد استفاده | شاهین، آریا          |

## M15i

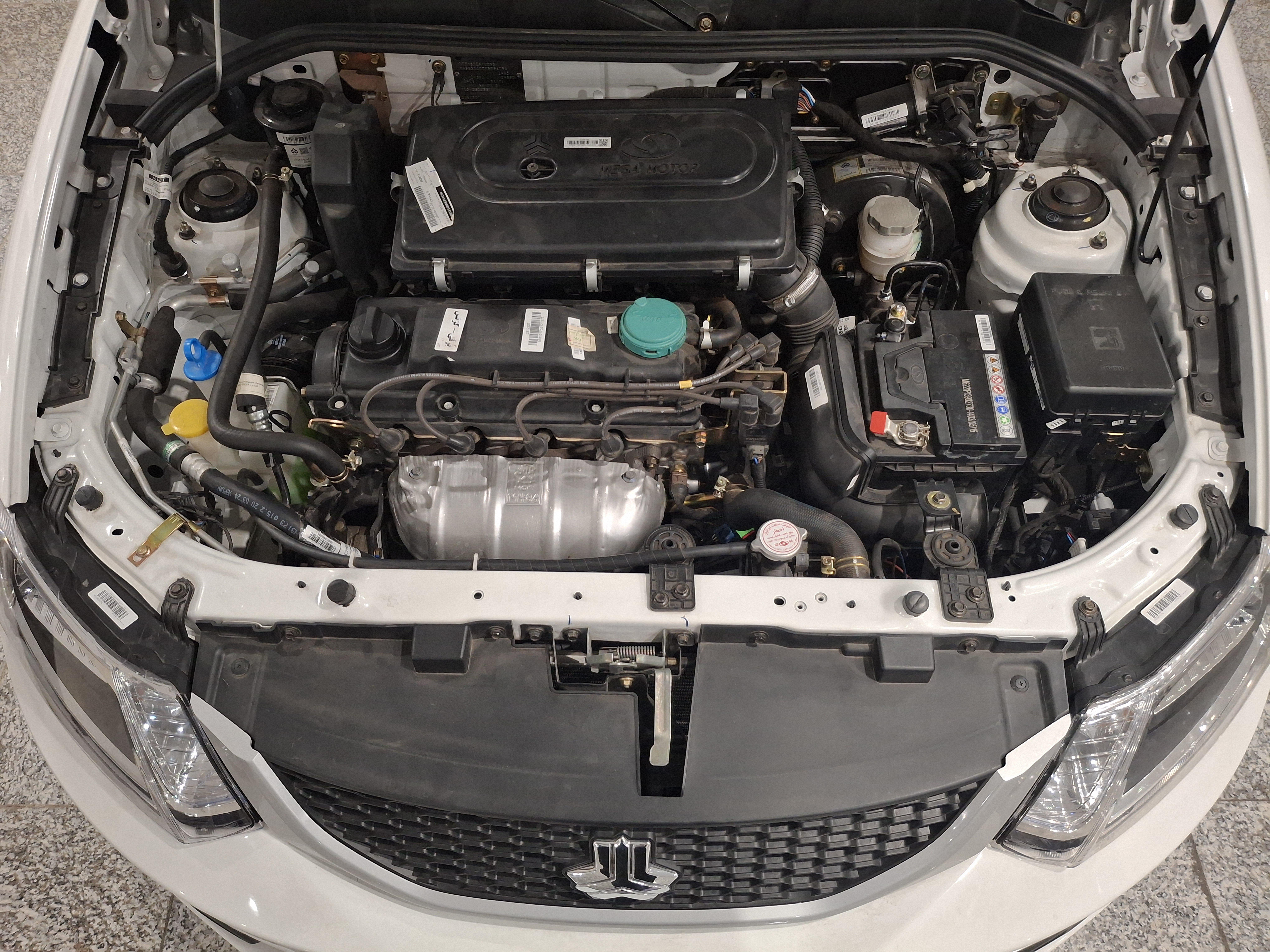
M15 پلاس نصب شده روی ساینا s

این موتور در ابتدا با نام M15GSI معرفی شد و همچنین با نام M15+ نیز شناخته می‌شود. از تغییرات اعمال شده برای پیشرانه M15i استفاده از دریچه گاز برقی به صورت استاندارد است. یکی از اصلی‌ترین تغییرات قابل مشاهده در این موتور تجهیز این پیشرانه به سامانه VVT یا همان زمان‌بندی متغیر سوپاپ‌های سوخت است. همچنین در این موتور از بالانسر بهبود یافته‌ای نسبت به M15 معمولی استفاده شده‌است. این پیشرانه به صورت پایه استاندارد آلایندگی یورو ۵ را دارد و امکان تطبیق آن با استاندارد آلایندگی یورو ۶ هم فراهم است.
| پیشرانه               | +M15                           |
| --------------------- | ------------------------------ |
| آغاز تولید            | ۱۴۰۱                           |
| پایان تولید           | در حال استفاده                 |
| تعداد سیلندر          | ۴ سیلندر                       |
| تعداد سوپاپ           | ۸ سوپاپ                        |
| نوع سوخت              | بنزین                          |
| نوع تنفس              | تنفس طبیعی                     |
| استاندارد آلایندگی    | یورو ۵                         |
| ترتیب احتراق          | ۱-۳-۴-۲                        |
| حجم موتور             | ۱۵۰۳ سی سی                     |
| نسبت تراکم            | ۹٫۷                            |
| حداکثر گشتاور         | ۱۳۸/۴۰۰۰ نیوتون متر            |
| حداکثر قدرت           | ۹۰/۵۴۰۰ اسب بخار               |
| حداکثر دور پیشرانه    | ۵۵۰۰ دور در دقیقه              |
| طول، عرض، ارتفاع      | ۶۱۰×۵۰۰×۶۶۵                    |
| وزن موتور             | ۱۰۴ کیلوگرم                    |
| مصرف سوخت ترکیبی      | ۶٫۹۵ لیتر در صد کیلومتر        |
| خودروهای مورد استفاده | کوییک GX، ساینا GX، اطلس، سهند |

## ME15
حجم سیلندرها در این نسخه مشابه با M15 و M15GSI است امّا از ساختار سرسیلندر متفاوت استفاده‌ می‌کند.سر سیلندر در این نسخه از نوع ۱۶ سوپاپ بوده و مانند M15GSI از فناوری سوپاپهای متغیر امّا برای هر دو میل سوپاپ‌ها برخوردار (DVVT) است.
| پیشرانه               | ME15                 |
| --------------------- | -------------------- |
| آغاز تولید            | برنامهریزی شده       |
| پایان تولید           |                      |
| تعداد سیلندر          | ۴ سیلندر             |
| تعداد سوپاپ           | ۱۶ سوپاپ             |
| نوع سوخت              | بنزین                |
| نوع تنفس              | تنفس طبیعی           |
| استاندارد آلایندگی    | یورو ۵               |
| ترتیب احتراق          | ۱-۳-۴-۲              |
| حجم موتور             | ۱۵۰۳ سی سی           |
| نسبت تراکم            | ۹.۸                  |
| حداکثر گشتاور         | ۱۴۵/۴۸۰۰ نیوتون متر  |
| حداکثر قدرت           | ۱۱۵/۵۶۰۰ اسب بخار    |
| حداکثر دور پیشرانه    | ۶۰۰۰ دور در دقیقه    |
| طول، عرض، ارتفاع      | ۶۱۰×۵۰۰×۶۶۵          |
| وزن موتور             |                      |
| مصرف سوخت ترکیبی      | ۶ لیتر در صد کیلومتر |
| خودروهای مورد استفاده | سایپا اطلس ، سهند    |

## M24
پروژه موتور ام۲۴ به منظور دستیابی به سطح استاندارد آلایندگی یورو ۵ و قابلیت‌های جدید عملکردی در واقع نمونه ارتقا یافته پیشرانه Z24 است که تا پایان سال جاری با همکاری شرکت مگاموتور این موتور نیز بر روی وانت پادرا نصب خواهد شد. همچنین مدل توربو شارژ موتور ام۲۴ نیز در دستور کار مطالعاتی قرار دارد.